# Mugilogobius durbanensis
Mugilogobius durbanensis är en fiskart som först beskrevs av Barnard 1927.  Mugilogobius durbanensis ingår i släktet Mugilogobius och familjen smörbultsfiskar. Inga underarter finns listade i Catalogue of Life.